# Ortskapelle Windisch-Minihof

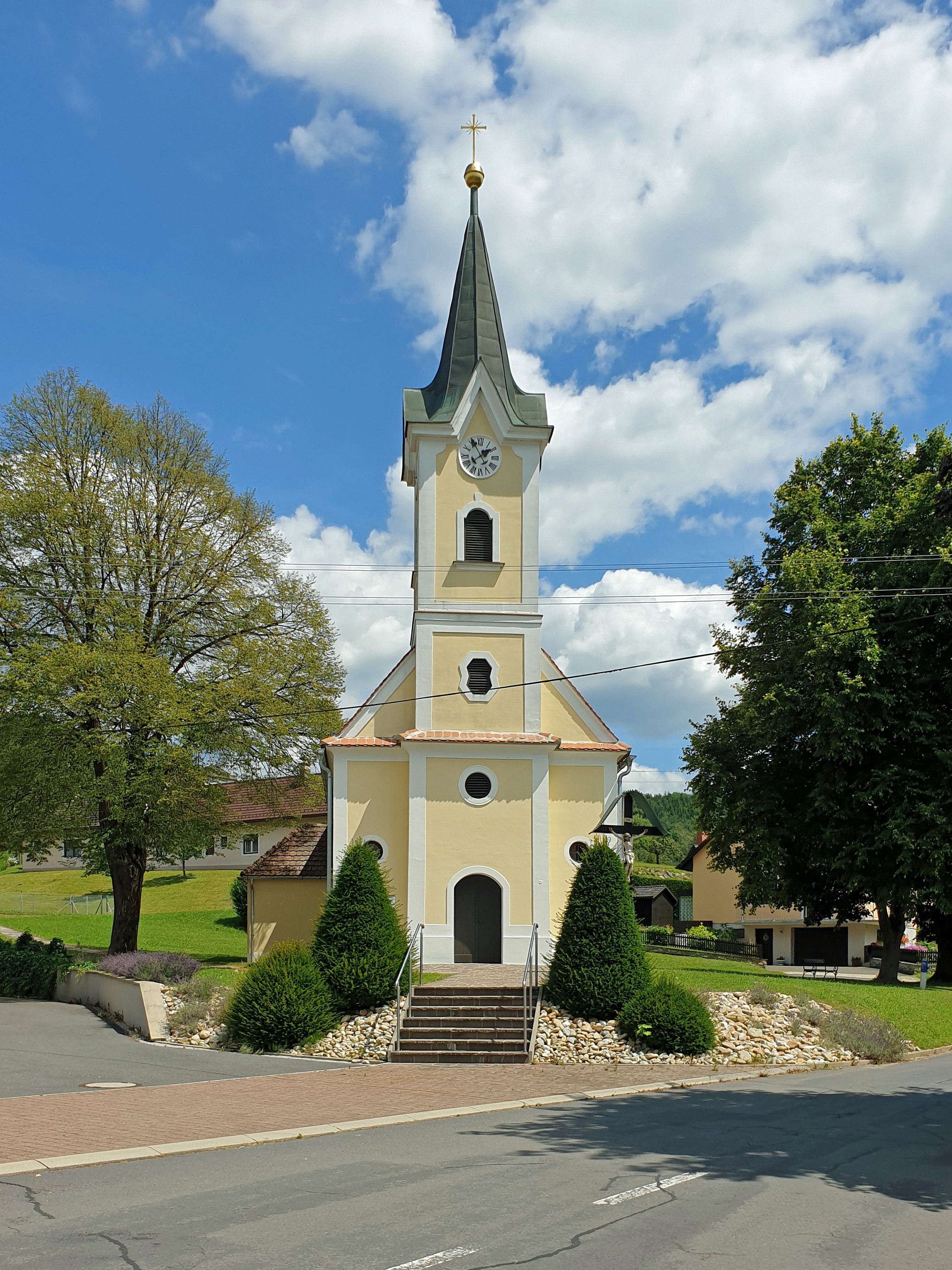
Ortskapelle Windisch-Minihof

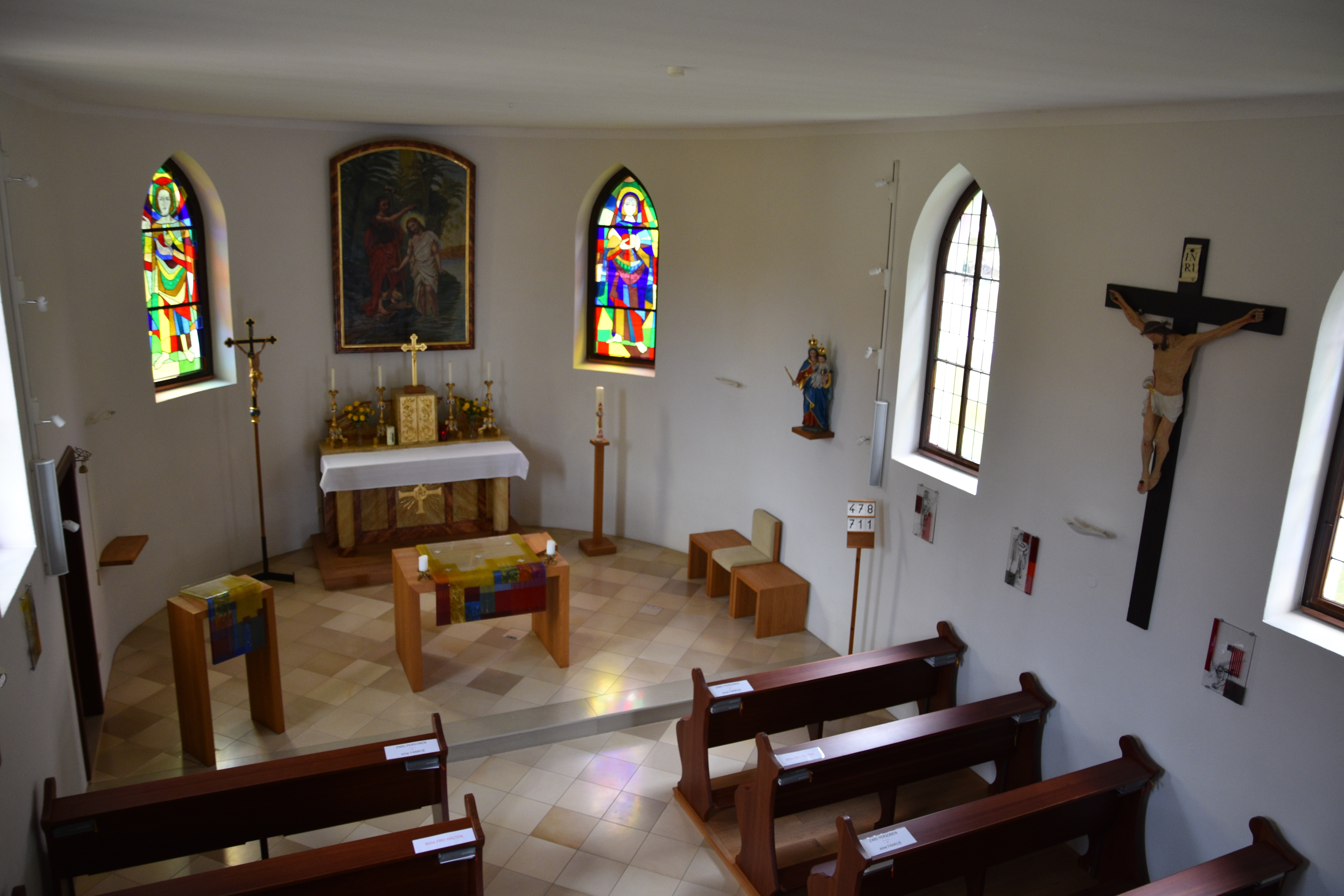
Innenansicht der Kapelle

Die römisch-katholische Ortskapelle Windisch-Minihof steht in der Katastralgemeinde Windisch-Minihof in der Gemeinde Minihof-Liebau im burgenländischen Bezirk Jennersdorf. Die Kapelle im Ortszentrum ist dem heiligen Johannes dem Täufer geweiht. Sie ist eine Filialkirche der Pfarre St. Martin an der Raab. Die Kapelle steht seit Oktober 2002 unter Denkmalschutz (Listeneintrag).

## Geschichte
Laut einer im Zuge einer Renovierung der Kirche entdeckten Holztafel erfolgte die erste kanonische Visitation im Jahr 1757. Nach dem Visitationsprotokoll gab es zwei gemauerte Bildstöcke und einen kurz zuvor errichteten hölzernen Glockenstuhl mit einer Glocke.
Laut einer Inschrift an der Empore wurde 1760 erstmals eine Kapelle errichtet. 1828 fand eine weitere kanonische Visitation statt, aus deren Protokollen hervorgeht, dass 1824 eine kleine Kirche mit einem Turm aus solidem Material errichtet wurde. Am 23. August desselben Jahres wurde sie durch Stefan Eisner, Pfarrer von St. Martin an der Raab (ungarisch:„Rábaszentmárton“) dem heiligen Johannes den Täufer geweiht.
Renovierungen erfolgten in den Jahren 1833 und 1886.
1957 wurde die Kirche mit Spenden einer in Windisch-Minihof aufgewachsenen Amerikanerin komplett neu gebaut, einzig der Glockenturm blieb stehen. Renovierungen dieses Baues erfolgten in den Jahren 1978, 1989 und 2007.

## Architektur und Ausstattung

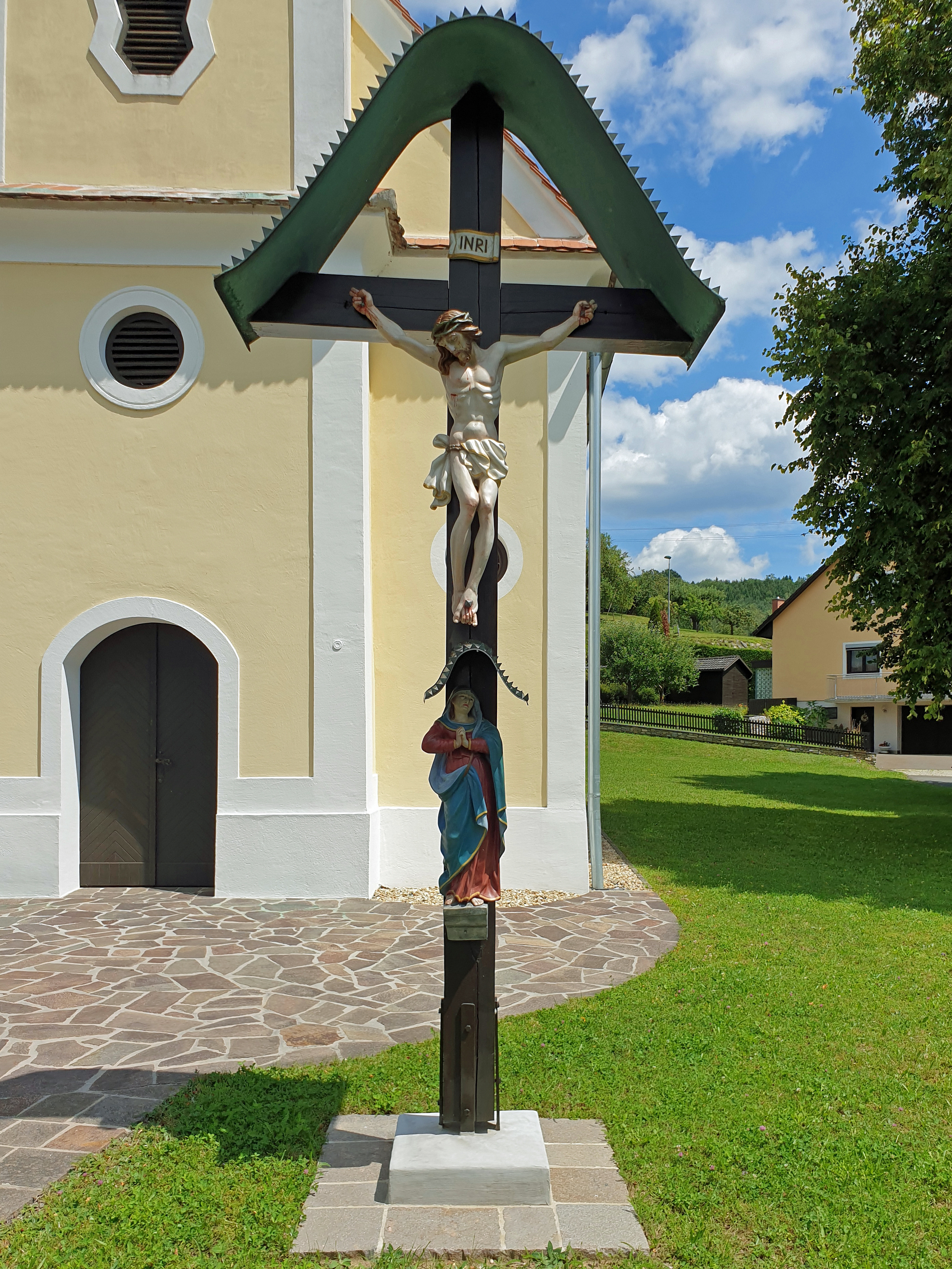
Wegkreuz vor der Kapelle

Die Kirche ist ein kleiner einschiffiger und dreijochiger Bau mit halbrunder Apsis. Westlich angebaut ist ein Fassadenturm mit Spitzhelm. Die Decke im Innenraum ist flach.
Über dem Altar befindet sich eine Madonnenfigur aus der ersten Hälfte des 19. Jahrhunderts. An der linken Apsiswand ist eine einfache Immakulata aus dem 18. Jahrhundert. Weiters gibt es als Inventar ein kleines Vortragekreuz aus dem Ende des 18. Jahrhunderts. Vor der Kapelle befindet sich ein Wegkreuz.